# 4،2-ثنائي نترو الفينول
4,2-ثنائي نترو الفينول (اختصاراً DNP) هو مركب عضوي صيغته C6H4N2O5 التي يمكن كتابتها على الشكل HOC6H3(NO2)2 ويوجد في الشروط القياسية على شكل صلب بلوري أصفر اللون.
للمركب فعالية حيوية، إذ أن له تأثير مثبط للطاقة حيث يعمل على تثبيط إنتاج جزيئات أدينوسين ثلاثي الفوسفات (ATP) في الخلايا. وجد أن استخدامه بكميات كبيرة في العقاقير المنحفة للجسم له تأثيرات جانبية خطيرة، وسجلت بعض حالات الوفاة جراء ذلك.

## التحضير
يحضر المركب من حلمهة 4،2-ثنائي نترو كلورو البنزين.

## الخواص
يوجد المركب في الشروط القياسية على شكل بلورات صفراء اللون، ذات رائحة واخزة، ولها ضغط بخار مرتفع، فهي تتطاير بالبخار، وقابلة للانحلال في المذيبات العضوية وكذلك المحاليل القلوية المائية.

## الاستخدامات
وصف قديما اطباء التغذيه للاشخاص ذوي الوزن الزائد كميات قليله من مركب داينتيروفينول (DNP) بوصفه عقار يساعدهم على فدان الوزن فيعمل هذا المركب على تسريب البروتونات من منطقه الحيز بين الغشائي عبر الغشاء الداخالي للميتوكدريا ونقلها الى الحشوه وهذل يؤدي الى تقليل وتعطل من العمليه الاسموزيه الكيميائيه وتقليل انتاج ATP وبالتالي سيتم زياده اكسده الغلوكوز وانتاج طاقه حراريه يفقدها الشخص عندارتفاع حرارته على شكل عرق مما يؤدي الى فقدان الوزن ولكن يمكن لهذا المركب رفع درجه الحراره الى حدود عاليه قد تؤدي الى الى الوفاه.